# Janez Flis
Janez Flis, slovenski rimskokatoliški duhovnik in umetnostni zgodovinar, * 27. februar 1841, Dob, † 10. maj 1919, Ljubljana.

## Življenje in delo
Gimnazijo in bogoslovje je končal v Ljubljani in bil 1864 posvečen v duhovnika. Kot kaplan je služboval v Mokronogu, potem v Ljubljani kot katehet pri uršulinkah ter bil spiritual v bogoslovnem semenišču in slednjič stolni kanonik v Ljubljani. Od 1898 do smrti je bil generalni vikar ljubljanske škofije. Kot spiritual je pričel bogoslovcem predavati o cerkveni umetnosti in opravljal to učiteljsko službo 30 let. Kot učno knjigo je spisal in založil Stavbinski slogi: zlasti krščanski, njih razvoj in kratka zgodovina (Lj., 1885), prvo slovensko knjigo o zgodovini arhitekture v katero je vključil tudi druge domače spomenike; s tem delom je utemeljil slovensko arhitekturno terminologijo. Knjiga je obdelovala celotno zgodovino arhitekture (od prazgodovinski časov). V knjigi Umetnost v bogočastni službi (Lj., 1908) je podal zgodovinski pregled razvoja cerkvene in liturgične opreme v skladu s cerkvnimi predpisi.
Flis je bil nekaj časa dopisnik in konservator centralne komisije, predsednik bratovščine sv. Rešnega Telesa, ki je oskrbovala siromašne cerkve z liturgično obleko, po smrti prelata Smrekarja pa je postal predsednik »Društva za krščansko umetnost«. Leta 1907 je vodil popravilo ljubljanske stolnice in ji 1912 na svoje stroške oskrbel kipa na pročelju (sv. Tomaža Akvinskega in sv. Bonaventure, delo I. Pengova). 